# Miquel Crusafont
Miquel Crusafont i Pairó (Sabadell, 1910-Sabadell, 1983), fue un paleontólogo español, especializado en paleontología de mamíferos.
En 1933 se licenció en Farmacia en la Universidad de Barcelona, y en 1950 en Ciencias Naturales en la Universidad de Madrid. Mediante su tesis titulada Los jiráfidos fósiles de España obtuvo el doctorado y un gran reconocimiento en la comunidad científica.
Logró la cátedra de Paleontología por oposición, con el número uno por unanimidad, en la Universidad de Oviedo. Ejerció como profesor de Antropología en la Facultad de Filosofía de Barcelona.
En el año 1969 fundó el Instituto Provincial de Paleontología en Sabadell, su ciudad natal. Desde 1983 esta institución recibe el nombre de Instituto de Paleontología Miquel Crusafont de Sabadell.

## Obra
- (1943), Los Vertebrados del Mioceno Continental de la cuenca del Vallés-Penedés, junto con Josep Fernández de Villalta.
- (1948), El Mioceno Continental del Vallès y sus yacimientos de vertebrados, junto con Josep Fernández de Villalta.
- (1952), Los Jiráfidos fósiles de España.
- (1955), El Burdigaliense continental de la cuenca del Vallès-Penedès, junto con Josep Fernández de Villalta y Jaime Truyols.
- (1957), Estudios Masterométricos en la evolución de los Fisípedos, junto con Jaime Truyols.
- (1966), La Evolución, junto con Bermudo Meléndez y Emiliano Aguirre.
- (1967), El Fenómeno Vital.

## Taxones dedicados a Miquel Crusafont
(Todos son taxones extintos, descritos a partir de fósiles)
- Capreolus crusafonti
- Castillomys crusafonti Michaux, 1969
- Crusafontia Henkel y Krebs, 1969
- Democricetodon crusafonti (Agustí, 1978) (=Fahlbuschia crusafonti)
- Desmanella crusafonti
- Dicerorhinus miguelcrusafonti Guérin y Santafé 1978
- Dryopithecus crusafonti Begun, 1992
- Fahlbuschia crusafonti Agustí, 1978
- Hexaprotodon crusafonti (Aguirre, 1963) (=Hippopotamus crusafonti)
- Hipparion crusafonti Villalta
- Megacricetodon crusafonti Freudenthal, 1963
- Miopetaurista crusafonti (Mein, 1970) (=Cryptopterus crusafonti)
- Mixotoxodon larensis crusafonti Porta, 1959
- Muscardinus crusafonti Hartenberger, 1966
- Nummulites crusafonti Reguant y Clavel
- Pairomys Thaler, 1968
- Pairomys crusafonti Thaler, 1968
- Palaeotherium crusafonti Casanovas, 1975
- Parachleuastochoerus crusafonti Golpe
- Paradelomys crusafonti
- Praearmantomys crusafonti de Bruijn, 1966
- Prolagus crusafonti López-Martínez, 1975
- Sabadellictis crusafonti Petter, 1963
- Theridoms crusafonti Thaler, 1969
- Trischizolagus crusafonti (Janvier y Montenat, 1970) (=Hispanolagus crusafonti)

## Abreviatura
La abreviatura Crusafont se emplea para indicar a Miquel Crusafont como autoridad en la descripción y clasificación científica en zoología.